# Fadil Kujovska
Fadil Kujovska też jako: Fadil Kujofsa pseud. Cuku (ur. 14 lutego 1951 w Tiranie, zm. 31 października 2014 tamże) – albański aktor.

## Życiorys
Ukończył studia aktorskie w Instytucie Sztuk w Tiranie. W 1974 rozpoczął pracę w telewizji albańskiej, skąd w 1975 trafił do Teatru Zihni Sako w Gjirokastrze. Od 1978 był aktorem Teatru Ludowego (alb. Teatri Popullor).
Na dużym ekranie zadebiutował w 1970 rolą Kujtima w filmie fabularnym Gjurma. Potem zagrał jeszcze w 16 filmach, w większości były to role epizodyczne.
W 2012 po raz ostatni wystąpił  w inscenizacji dramatu W.Szekspira Henryk VI na scenie narodowej. Od tego czasu z uwagi na ciężką chorobę zaprzestał występów i leczył się we Włoszech. Zmarł w październiku 2014, pochowany na cmentarzu Sharrë.

## Role filmowe
- 1970: Gjurma jako Kujtim
- 1980: Vellezer dhe shoke jako oficer
- 1981: Agimet e stines se madhe jako Mehil Bani
- 1981: Dita e pare e emerimit jako kierowca
- 1984: Duaje emerin tend jako pszczelarz
- 1984: Kush vdes ne kembe jako Fakja
- 1985: Dasma e shtyre jako Malush
- 1986: Dy here mat jako Cuku
- 1987: Tela për violinë
- 1987: Nesër është vonë jako Bashkim
- 1988: Shkelqim i perkoheshem jako trener
- 1989: Historiani dhe kameleonet jako fotograf Veliu
- 1994: Pak fresket sonte jako Xhevat
- 1998: Kolonel Bunker
- 2000: Borxhliu
- 2001: Parullat jako nauczyciel Pashko
- 2003: Yllka
- 2005: Trapi i vjetër